# Alfredo Varela
Alfredo Martín Pedro Varela (Buenos Aires, 24 de septiembre de 1914-Mar del Plata, 25 de febrero de 1984) fue un escritor argentino conocido por su literatura de temática social. Su obra más conocida es la novela El río oscuro.

## Biografía
Alfredo Varela adhirió públicamente al comunismo, motivo por el cual fue perseguido y encarcelado en reiteradas ocasiones. En 1952, estando preso durante el gobierno de Juan Perón, trabajó junto con el conocido cantante de tangos, actor y director de cine Hugo del Carril, que era peronista e intercedió para que Perón ordenara su libertad. Entonces Perón y Varela mantuvieron el siguiente diálogo:
–¿Por que está preso? –preguntó Perón.
–Por orinar frente a la embajada soviética –contestó el escritor, provocando la risa de Perón.
-Mire, al final somos todos un poco comunistas, si al final lo que buscamos es la justicia social.
En realidad, nadie había orinado en ninguna parte. Ese fue el pretexto que utilizó la policía para detenerlo cuando salía de la embajada soviética.

## Obra principal

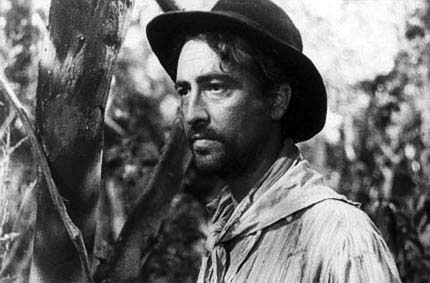
Hugo del Carril, en Las aguas bajan turbias.

El río oscuro versa sobre el trabajo de los mensúes, los explotados trabajadores de las plantaciones de yerba mate del noreste argentino y del Paraguay, que habían sido investigadas por el escritor para el diario Crítica. Se constituyó en un gran éxito de público y fue traducida a quince idiomas. Escrita en 1943, implicó una novedad en el panorama de la novela latinoamericana, no solo por su temática social, sino principalmente por introducir la fractura del relato, proporcionando al lector diversos ángulos de aproximación. En El río oscuro, tres líneas narrativas confluyen hacia el final: el relato principal de la explotación y la lucha del mensú Ramón, un relato estático de la selva y sus animales bajo el título de En la trampa, y finalmente La conquista, sobre la lucha entre el hombre y la selva.
Sobre esa novela se realizó la película Las aguas bajan turbias (1952), dirigida y protagonizada por Hugo del Carril.
Varela escribió además varios libros políticos, crónicas de viaje y una biografía de Martín Güemes.

## Obras
- Novela El río oscuro" (1943, ed. Lautaro), traducida a 15 idiomas en 16 países.
- Novela documental Güemes y la guerra de los gauchos (1946, ed. Abril)
- Libro Un periodista argentino en la Unión Soviética (1951, ed. Viento)
- Historia documental Jorge Calvo, una juventud heroica (1951, ed. Voz Juvenil)
- Libro Cuba con toda la barba (1961, ed. Esfera)
- Poema Abono inagotable (1967, ed. Esfera)
- Versos Poesías (1976).

## Honores
- Medalla Joliot‐Curie por la paz Frédéric Joliot-Curie (1965)
- Premio Lenin de la Paz (1972), entregada por la Unión Soviética
- Orden de la Amistad de los Pueblos (1974), entregada por la Unión Soviética